# Cyperus somalidunensis
Cyperus somalidunensis är en halvgräsart som beskrevs av Kaare Arnstein Lye. Cyperus somalidunensis ingår i släktet papyrusar, och familjen halvgräs. Inga underarter finns listade i Catalogue of Life.